# 2月6日
2月6日（にがつむいか）は、グレゴリオ暦で年始から37日目に当たり、年末まであと328日（閏年では329日）である。

## できごと
- 940年（天慶2年12月26日） - 藤原純友が藤原純友の乱を起こす。
- 1685年 - ジェームズ2世がイングランド・スコットランド・アイルランド王に即位。
- 1778年 - アメリカ独立戦争におけるフランス: フランス国王ルイ16世と外交政策担当官ヴェルジェンヌがアメリカ代表ベンジャミン・フランクリンと友好条約・通商条約（英語版）に調印。フランスは、アメリカが独立状態にあることを承認し、アメリカ独立戦争への参戦を決定。
- 1788年 - マサチューセッツ州がアメリカ合衆国憲法を承認し、アメリカ合衆国6番目の州となる。
- 1819年 - イギリスのインド副総督トーマス・ラッフルズがシンガポールの族長と商館開設などの条約を締結し開港。
- 1820年 - アフリカ系アメリカ人によるリベリアへの入植が始まる。
- 1840年 - ニュージーランド北島のマオリ族とイギリス政府がワイタンギ条約を締結。ニュージーランドがイギリスの植民地となる。
- 1862年 - 南北戦争: ヘンリー砦の戦い。北軍が南北戦争で初勝利。
- 1898年 - 米西戦争: アメリカとスペインが講和のためのパリ条約に調印。
- 1904年 - 日本政府がロシアに国交断絶を通告。10日に宣戦布告。これにより日露戦争が勃発。
- 1913年 - 福岡県の二瀬炭鉱でガス爆発事故。死者103人[1]。
- 1918年 - イギリスで選挙法を改正し、30歳以上の女性に参政権が認められる。
- 1922年 - ワシントン海軍軍縮条約が締結される。
- 1930年 - 映画『何が彼女をさうさせたか』が封切り。タイトルが流行語になる。
- 1933年 - アメリカ合衆国憲法修正第20条が発効。
- 1934年 - フランスで、アクション・フランセーズなどの国粋主義団体による反政府暴動が発生。翌日ダラディエ内閣が総辞職。
- 1936年 - 第4回冬季オリンピック、ガルミッシュパルテンキルヒェンオリンピック開催。2月16日まで。
- 1944年 - 第六垂水丸遭難事故。定員350人のところ、その2倍に当たる約700人の乗客を乗せた第六垂水丸が、目的地の垂水港桟橋の約200ｍ先海上で、急カーブを切ろうとした刹那横転し沈没した[2]。死者540人。
- 1952年 - イギリスでジョージ6世の死去に伴い、エリザベス2世が即位。
- 1956年 - 出版社では初の週刊誌となる『週刊新潮』（2月19日号）が新潮社から創刊[3]。
- 1958年 - 西ドイツ・ミュンヘンで英国欧州航空 (BEA) のチャーター機が離陸に失敗、イングランドのサッカークラブ、マンチェスター・ユナイテッドの選手8人を含む23人が死亡。（ミュンヘンの悲劇）
- 1959年 - ジャック・キルビーが集積回路(IC)の最初の特許を取得。
- 1959年 - アメリカの大陸間弾道ミサイル「タイタンI」を初めてテスト発射。
- 1967年 - ベトナム戦争: 米軍が枯葉剤の散布を開始（枯葉剤作戦）。
- 1968年 - 第10回冬季オリンピック、グルノーブル大会開催。2月18日まで。
- 1971年 - 滋賀県に日本初のトルコ風呂が開店。
- 1972年 - 札幌オリンピックスキージャンプ70m級で、笠谷幸生が金メダル、金野昭次が銀メダル、青地清二が銅メダルを獲得し、日本がメダル独占を果たす。
- 1978年 - 成田空港問題: 成田空港第二期工事区域内にあった反対派の鉄塔などを撤去（第一次「横堀要塞」事件）。
- 1985年 - スティーブ・ウォズニアックが米Apple Computerを去る。
- 1988年 - 衆議院予算委員会で日本共産党の正森成二議員の質疑中に、浜田幸一委員長が宮本顕治共産党議長を「人を殺した」と発言。与野党間で審議が紛糾し、浜田は12日に委員長を辞任。
- 1989年 - ポーランドで政府と反体制勢力による円卓会議はじまる。4月5日まで。
- 1998年 - ワシントン・ナショナル空港がロナルド・レーガン・ワシントン・ナショナル空港に名称変更。
- 2000年 - 横山ノック前知事の辞職に伴う大阪府知事選で太田房江が当選。日本初の女性知事[4]。
- 2004年 - モスクワの地下鉄でチェチェン人テロリストによる爆破事件発生。市民39人が死亡。
- 2011年 - 大相撲八百長問題で、日本相撲協会が2011年春場所の中止を決定。本場所中止は65年ぶりで、不祥事を理由とした中止は初となる[5]。
- 2016年 - 台湾南部地震 (2016年): 台湾高雄でマグニチュード6.4の地震[6]。地震により台南市のビルが崩壊・損傷し、死者117人、負傷者550人、損壊家屋200戸以上、損壊校舎186校の被害が発生した[7]。
- 2018年 - 花蓮地震 (2018年): 台湾花蓮県近海でマグニチュード6.4の地震[8]。死者17人、負傷者280人の被害が発生[9]。
- 2019年 - 北大西洋条約機構（NATO）、マケドニア共和国の加盟を正式承認[10]。
- 2023年 - トルコ・シリア地震:トルコ南東部のシリアとの国境付近でマグニチュード7.8の地震が発生。その後も続いたマグニチュード７クラスの余震により、数十万の建物が損壊、トルコ、シリア両国合わせて約6万人が犠牲となる甚大な被害が発生[11]。
- 2024年 - 香港の警察が、カナダに滞在している民主活動家の周庭について、指名手配したと公表[12]。

## 誕生日
- 885年（元慶9年1月18日） - 醍醐天皇、第60代天皇（+ 930年）
- 1462年（寛正3年1月7日） - 足利政氏、第2代古河公方（+ 1531年）
- 1465年 - シピオーネ・デル・フェッロ、数学者（+ 1526年）
- 1577年 - ベアトリーチェ・チェンチ、イタリアの貴族（+ 1599年）
- 1611年（万暦38年12月24日） - 崇禎帝、第17代明皇帝（+ 1644年）
- 1612年 - アントワーヌ・アルノー、神学者、哲学者、数学者、論理学者、言語学者（+ 1694年）
- 1664年 - ムスタファ2世、オスマン帝国スルタン（+ 1703年）
- 1665年 - アン、イギリス女王（+ 1714年）
- 1716年（正徳6年1月13日） - 伊東祐隆、第8代日向国飫肥藩主（+ 1757年?）
- 1748年 - アダム・ヴァイスハウプト、哲学者、イルミナティの創始者（+ 1811年）
- 1756年 - アーロン・バー、第3代アメリカ合衆国副大統領（+ 1836年）
- 1791年（寛政3年1月4日） - 本多助賢、第6代信濃国飯山藩主（+ 1858年）
- 1796年 - ジョン・スティーブンス・ヘンズロー、植物学者、地質学者（+ 1861年）
- 1800年（寛政12年1月13日） - 津軽順承、第11代陸奥国弘前藩主（+ 1865年）
- 1802年 - チャールズ・ホイートストン、物理学者（+ 1875年）
- 1818年 - 松浦武四郎、探検家（+1888年）
- 1818年 - ウィリアム・マクスウェル・エヴァーツ、政治家（+ 1901年）
- 1833年 - J・E・B・スチュアート、軍人（+ 1864年）
- 1843年 - フレデリック・マイヤース、詩人、心霊研究家（+ 1901年）
- 1844年（天保14年12月18日） - 井上毅、文部大臣、内閣法制局長官（+ 1895年）
- 1851年（嘉永4年1月6日） - 那珂通世、歴史学者（+ 1908年）
- 1852年 - ワシーリー・サフォーノフ、ピアニスト、指揮者（+ 1925年）
- 1861年 - ニコライ・ゼリンスキー、化学者（+ 1953年）
- 1863年（文久2年12月18日） - 柴田家門、政治家（+ 1919年）
- 1879年 - ネヴィル・ブルワー＝リットン、画家（+ 1951年）
- 1880年 - 西ノ海嘉治郎 (2代)、大相撲第25代横綱（+ 1931年）
- 1882年 - ウォルター・ヤコブソン、フィギュアスケート選手（+ 1957年）
- 1886年 - アルベルト・ゲレーロ、ピアニスト、作曲家（+ 1959年）
- 1889年 - 三谷隆正、法学者（+1944年）
- 1892年 - ウィリアム・P・マーフィ、医学者（+ 1987年）
- 1895年 - ベーブ・ルース、プロ野球選手（+ 1948年）
- 1897年 - 中村雨紅、詩人（+ 1972年）
- 1897年 - 向坂逸郎、経済学者（+ 1985年）
- 1898年 - 山本早苗、映画監督（+1981年）
- 1899年 - ラモン・ノヴァロ、俳優（+ 1968年）
- 1903年 - クラウディオ・アラウ、ピアニスト（+ 1991年）
- 1905年 - ヴワディスワフ・ゴムウカ、ポーランドの指導者（+ 1982年）
- 1907年 - 亀井勝一郎、文芸評論家（+ 1966年）
- 1907年 - 原健三郎、政治家、第65代衆議院議長（+ 2004年）
- 1908年 - アミントレ・ファンファーニ、政治家、イタリア首相（+ 1999年）
- 1909年 - 花岡大学、作家（+ 1988年）
- 1911年 - ロナルド・レーガン、政治家、第40代アメリカ合衆国大統領（+ 2004年）
- 1911年 - 前川春雄、第24代日本銀行総裁（+ 1989年）
- 1912年 - エヴァ・ブラウン、アドルフ・ヒトラーの夫人（+ 1945年）
- 1917年 - ザ・ザ・ガボール、女優（+ 2016年）
- 1918年 - ロータル＝ギュンター・ブーフハイム、小説家、画家（+ 2007年）
- 1919年 - やなせたかし、漫画家（+ 2013年）
- 1920年 - 中山悌一、声楽家（+ 2009年）
- 1921年 - 伊藤亘行、声楽家、オペラ歌手、音楽教育者、作曲家（+ 2002年）
- 1922年 - ハスケル・ウェクスラー、映画キャメラマン（+ 2015年）
- 1924年 - ビリー・ライト、元サッカー選手、指導者（+ 1994年）
- 1924年 - 味村治、内閣法制局長官（+ 2003年）
- 1924年 - サミー・ネスティコ、作曲家、編曲家 （+ 2021年）
- 1925年 - プラムディヤ・アナンタ・トゥール、小説家（+ 2006年）
- 1926年 - 中西績介、政治家（+ 2025年）
- 1926年 - 辻第一、政治家（+ 2013年）
- 1929年 - 大川慶次郎、競馬評論家（+ 1999年）
- 1929年 - 三木多聞、美術評論家（+ 2018年）
- 1930年 - 近藤淳、物理学者（+ 2022年）
- 1931年 - 中村四郎五郎（七代目）、歌舞伎俳優
- 1931年 - 種田訓久、プロ野球選手（+ 2014年）
- 1932年 - フランソワ・トリュフォー、映画監督（+ 1984年）
- 1932年 - カミロ・シエンフェゴス、革命家（+ 1959年）
- 1932年 - 寿美花代、女優、元宝塚歌劇団
- 1933年 - ジョン・ブルミン、格闘家（+ 2018年）
- 1933年 - 牧野守英、音楽家、トロンボーン奏者（+2020年）
- 1934年 - 吉田知子、小説家
- 1934年 - 和田勇、元プロ野球選手
- 1935年 - 高梨豊、写真家
- 1937年 - 上原正三、脚本家（+ 2020年）
- 1940年 - デヴィ・スカルノ、タレント
- 1940年 - トム・ブロコウ、ニュースキャスター
- 1941年 - 中西啓介、政治家（+ 2002年）
- 1941年 - 鈴木皖武、元プロ野球選手
- 1942年 - ヘンリー・ペトロスキー、工学者、著述家（+ 2023年）
- 1942年 - 立川武蔵、宗教学者
- 1943年 - 梅本さちお、漫画家、漫画原作者（+ 1993年）
- 1944年 - ウィリー・ティー、キーボーディスト（+ 2007年）
- 1944年 - 津嘉山正種、俳優、声優
- 1944年 - 峰厚介、ジャズミュージシャン
- 1945年 - 椎名英三、建築家
- 1945年 - ボブ・マーリー、レゲエミュージシャン（+ 1981年）
- 1946年 - 谷口正朋、バスケットボール選手、コーチ（+ 2021年）
- 1947年 - 泉晶子、女優、声優
- 1948年 - 西田豊明、ソフトテニス選手、日本体育大学名誉教授
- 1948年 - 長江裕明、冒険家（+ 2009年）
- 1948年 - ニック・ジトー、調教師
- 1949年 - 矢沢透、ドラマー（アリス）
- 1949年 - 及川洋治、プロ野球選手
- 1950年 - ナタリー・コール、シンガーソングライター（+ 2015年）
- 1950年 - 吾妻ひでお、漫画家（+ 2019年）
- 1950年 - 松下進、イラストレーター、アーティスト
- 1951年 - 橘麻紀、女優、歌手
- 1952年 - キャシー中島、タレント
- 1952年 - リカルド・ラ・ボルペ、元サッカー選手、指導者
- 1952年 - 古橋照司、アーチェリー選手
- 1953年 - 高村薫、作家
- 1953年 - 大石幼一、実業家
- 1954年 - 河原崎権十郎 (4代目)、歌舞伎俳優
- 1956年 - 奥泉光、作家
- 1956年 - ミミ萩原、プロレスラー
- 1956年 - 門田富昭、元プロ野球選手
- 1956年 - ナタリア・リニチュク、フィギュアスケート選手
- 1958年 - 石川寛門、作曲家、シンガーソングライター
- 1959年 - 中村鴈治郎 (4代目)、歌舞伎俳優
- 1959年 - 竹中功、作家、元吉本興業役員
- 1960年 - 後藤祝秀、元プロ野球選手
- 1961年 - 小林優子、声優
- 1961年 - 横山輝一、シンガーソングライター
- 1962年 - アクセル・ローズ、ミュージシャン（ガンズ・アンド・ローゼズ）
- 1962年 - 石塚英彦、タレント、リポーター（ホンジャマカ）
- 1962年 - 佐藤和史、元プロ野球選手
- 1962年 - 林譲治、SF作家
- 1962年 - 門馬智幸、空手家
- 1963年 - 小田原豊、ミュージシャン（レベッカ）
- 1963年 - 津島令子、女優
- 1963年 - わかつきめぐみ、漫画家
- 1964年 - 水縞とおる、漫画家
- 1965年 - マイケル・マクドナルド、プロフェッショナルファイター
- 1965年 - ヤン・スヴェラーク、映画監督
- 1966年 - 大槻ケンヂ、ミュージシャン（筋肉少女帯）
- 1966年 - リック・アストリー、歌手
- 1966年 - 山下明彦、アニメーター、作画監督、キャラクターデザイナー
- 1967年 - 坂井泉水、ミュージシャン（ZARD）（+ 2007年）
- 1967年 - 高橋徹郎、タレント、脚本家
- 1967年 - 藤村真理、漫画家
- 1968年 - 水沢螢、タレント
- 1968年 - 山岡晃、作曲家
- 1969年 - 福山雅治、ミュージシャン、音楽プロデューサー、俳優
- 1969年 - 吉留孝司、騎手
- 1970年 - 伊藤伸子、アナウンサー
- 1971年 - 遠藤愛、元テニス選手
- 1971年 - 島川学、お笑いタレント（へびいちご）
- 1971年 - ピーター・チェルニシェフ、フィギュアスケート選手
- 1972年 - DJ OASIS、DJ（キングギドラ）
- 1972年 - バーバラ・フーザル＝ポリ、フィギュアスケート選手
- 1972年 - 横田真一、プロゴルファー
- 1972年 - 阿部潤、漫画家
- 1974年 - 吉野裕行、声優
- 1974年 - 鈴木美恵子、女優
- 1975年 - 川瀬智子、ミュージシャン（the brilliant green、Tommy february6）
- 1975年 - 具志堅ティナ、女優
- 1975年 - チャド・アレン、元プロ野球選手
- 1976年 - 須藤寛子、タレント
- 1977年 - 吉田サラダ、お笑い芸人（ものいい）
- 1977年 - 松元惠、声優
- 1979年 - 土屋佑壱、俳優
- 1979年 - 林智也、毎日放送チーフプロデューサー
- 1979年 - デビッド・ロランディーニ、野球選手
- 1980年 - 喜多隆志、元プロ野球選手
- 1980年 - 中田ヤスタカ、音楽プロデューサー、DJ（capsule）
- 1980年 - 能登麻美子[13]、声優
- 1981年 - 芦川愛子、アナウンサー
- 1981年 - りんね、元歌手、元アイドル（元カントリー娘。）
- 1981年 - 浅井江理名、女優
- 1982年 - 白露山佑太、元大相撲力士
- 1983年 - 友利翼、映画監督
- 1984年 - 森田恭平、ラグビー選手
- 1984年 - ダレン・ベント、元サッカー選手
- 1985年 - 竹井詩織里、歌手
- 1985年 - 街裏ぴんく、漫談家
- 1985年 - 加藤条治、スピードスケート選手
- 1985年 - 平岡拓晃、柔道家
- 1985年 - ヨルビス・ボロト、野球選手
- 1985年 - 石井慧介、プロレスラー
- 1986年 - 金田哲、お笑い芸人（はんにゃ）
- 1986年 - 陸守絵麻、ファッションモデル
- 1986年 - アルカジー・セルゲーエフ、フィギュアスケート選手
- 1986年 - ユンホ、アイドル、俳優（東方神起）
- 1987年 - 市原隼人、俳優
- 1987年 - 福島暢啓、アナウンサー
- 1987年 - ペドロ・アルバレス、元プロ野球選手
- 1988年 - 小澤竜己、サッカー選手
- 1988年 - ヤン・モシチツキー、フィギュアスケート選手
- 1989年 - マット・ダフィー、プロ野球選手
- 1990年 - トーマス・クノッパー、レーシングドライバー（+ 2009年）
- 1990年 - 長谷部彩翔、元サッカー選手
- 1990年 - 長谷川愛、アイドル (元風男塾・愛刃健水)、女優、モデル
- 1990年 - 雪深山福子、声優
- 1991年 - 佐藤栞菜、女優
- 1991年 - 平松真実、お菓子系アイドル
- 1991年 - ルーク・メイリー、プロ野球選手
- 1991年 - フクシノブキ、俳優
- 1992年 - 葉月ゆめ、タレント、グラビアアイドル
- 1993年 - 小杉まさみ、タレント
- 1993年 - 関啓扶、元プロ野球選手
- 1993年 - 平井佑季、ミュージカル俳優
- 1993年 - 入江麻衣子、声優、モデル、女優
- 1994年 - 日南響子、ファッションモデル
- 1994年 - 上沢直之、プロ野球選手
- 1994年 - ダミアン・レーン、騎手
- 1995年 - ジン、アイドル（MVP）
- 1995年 - ビン、アイドル（MVP）
- 1995年 - ムン・ジョンオプ、アイドル（B.A.P）
- 1996年 - YURINO、ダンサー（元Happiness、元E-girls）
- 1996年 - 島田海吏、プロ野球選手
- 1996年 - アタアタ・モエアキオラ、ラグビー選手
- 1997年 - 木下百花、タレント（元NMB48）
- 1997年 - 後藤拓実、お笑い芸人（四千頭身）
- 1997年 - コリン・モリカワ、プロゴルファー
- 1998年 - 橋本莉奈、アナウンサー
- 1998年 - 今泉野乃香、元子役
- 1998年 - 島田一輝、元アナウンサー
- 1998年 - 星野みなみ、元アイドル（元乃木坂46）
- 1999年 - 姫ゆりあ、プロレスラー、グラビアアイドル
- 2002年 - 日下部愛菜、アイドル（元NGT48）
- 2003年 - 入山七菜、タレント
- 2004年 - 佐藤駿、フィギュアスケート選手
- 2004年 - 浅尾桃香、アイドル（元NMB48）
- 2005年 ‐ 松本和子、アイドル（櫻坂46）
- 生年不詳 - 内田愛美、声優
- 生年不詳 - 上岡麻佳、声優
- 生年不詳 - 谷口悠[14]、声優
- 生年不詳 - 野宮一範、声優
- 生年不詳 - 涼香、イラストレーター
- 生年不詳 - 横山仁、漫画家

## 忌日
- 1160年（平治元年12月27日） - 藤原信頼、平安時代末期の公卿（* 1133年）
- 1200年（正治2年1月20日） - 梶原景時、鎌倉幕府の御家人（* 1140年?）
- 1200年（正治2年1月20日） - 梶原景季、鎌倉幕府の御家人（* 1162年）
- 1215年（建保3年1月6日） - 北条時政、鎌倉幕府初代執権（* 1138年）
- 1378年 - ジャンヌ・ド・ブルボン、フランス王シャルル5世の妃（* 1338年）
- 1497年 - ヨハネス・オケゲム、作曲家（* 1410年頃）
- 1515年 - アルドゥス・マヌティウス、印刷者（* 1450年頃）
- 1593年（文禄2年1月5日） - 正親町天皇、第106代天皇（* 1517年）
- 1654年 - フランチェスコ・モーキ、彫刻家（* 1580年）
- 1685年 - チャールズ2世、イングランド王（* 1630年）
- 1695年 - アフメト2世、オスマン帝国スルタン（* 1643年）
- 1740年 - クレメンス12世、第246代ローマ教皇（* 1652年）
- 1793年 - カルロ・ゴルドーニ、劇作家（* 1707年）
- 1804年 - ジョセフ・プリーストリー、化学者（* 1733年）
- 1865年 - ビートン夫人、家政書著作家（* 1836年）
- 1868年（慶応4年1月13日） - 山崎烝、新撰組隊士調役兼監察（* 1833年?）
- 1881年 - コンスタンチン・トーン、建築家（* 1794年）
- 1894年 - テオドール・ビルロート、初めて胃癌切除手術に成功した医師（* 1829年）
- 1899年 - レオ・フォン・カプリヴィ、ドイツ国首相（* 1831年）
- 1916年 - ルベン・ダリオ、詩人（* 1867年）
- 1918年 - グスタフ・クリムト、画家（* 1862年）
- 1923年 - エドワード・エマーソン・バーナード、天文学者（* 1857年）
- 1927年 - 桂枝太郎 (初代)、落語家（* 1866年）
- 1927年 - 芳賀矢一、国文学者（* 1867年）
- 1934年 - 佐々木味津三、小説家（* 1896年）
- 1937年 - ピエール・アドルフォ・ティリンデッリ、作曲家、ヴァイオリニスト（* 1858年）
- 1938年 - マリアンネ・フォン・ヴェレフキン、画家（* 1860年）
- 1945年 - ロベール・ブラジヤック、著作家、ジャーナリスト（* 1909年）
- 1946年 - オズヴァルト・カバスタ、指揮者（* 1896年）
- 1952年 - ジョージ6世、イギリス王（* 1895年）
- 1954年 - フリードリヒ・マイネッケ、歴史学者（* 1862年）
- 1960年 - ヌードルズ・ハーン、プロ野球選手（* 1879年）
- 1963年 - ピエロ・マンゾーニ、美術家（* 1933年）
- 1964年 - エミリオ・アギナルド、フィリピン初代大統領（* 1869年）
- 1976年 - 若井はんじ、漫才師（* 1933年）
- 1978年 - 小絲源太郎、洋画家（* 1887年）
- 1981年 - フリデリキ、ギリシャ王パウロス1世の妃（* 1917年）
- 1982年 - ベン・ニコルソン、画家（* 1894年）
- 1984年 - 三原脩、元プロ野球選手、プロ野球監督（* 1911年）
- 1989年 - バーバラ・タックマン、作家（* 1912年）
- 1989年 - キング・タビー、音楽プロデューサー、ダブ発明者（* 1941年）
- 1990年 - 赤尾敏、右翼活動家（* 1899年）
- 1991年 - マリア・サンブラノ、哲学者（* 1904年）
- 1991年 - サルバドール・エドワード・ルリア、微生物学者（* 1912年）
- 1993年 - アーサー・アッシュ、テニス選手（* 1943年）
- 1994年 - ジョゼフ・コットン、俳優（* 1905年）
- 1994年 - ジャック・カービー、漫画家（* 1917年）
- 1996年 - 山田忠雄、国語学者、『新明解国語辞典』編集主幹（* 1916年）
- 1997年 - 宇野錦次、元プロ野球選手（* 1917年）
- 1998年 - カール・ウィルソン、ミュージシャン（ザ・ビーチ・ボーイズ）（* 1946年）
- 1998年 - ファルコ、ミュージシャン（* 1957年）
- 2001年 - 松原敏春、脚本家（* 1947年）
- 2002年 - マックス・ペルーツ、化学者（* 1914年）
- 2002年 - 峰恵研、声優（* 1935年）
- 2003年 - 宮下富実夫、音楽家（* 1949年）
- 2004年 - 松田修、国文学者（* 1927年）
- 2005年 - ラザール・ベルマン、ピアニスト（* 1930年）
- 2005年 - 皆川睦雄、元プロ野球選手（* 1935年）
- 2006年 - 戸谷公次、声優（* 1948年）
- 2007年 - ウィリー・ホワイト、陸上競技選手（* 1939年）
- 2007年 - 渡辺和博、イラストレーター、エッセイスト（* 1950年）
- 2008年 - 林成年、俳優（* 1931年）
- 2008年 - 三遊亭歌雀、落語家（* 1963年）
- 2011年 - ゲイリー・ムーア、ギタリスト（* 1952年）
- 2012年 - 齊藤隆、政治家、横芝光町町長（* 1964年）
- 2012年 - 谷口幸治、政治家、尾張旭市長（* 1944年）
- 2012年 - 不破孝一、実業家、BS日本社長（* 1937年）
- 2012年 - 藤田恒夫、解剖学者、内分泌学者、新潟大学名誉教授（* 1929年）
- 2012年 - 重松逸造、医学者（* 1917年）
- 2012年 - 石元泰博、写真家（* 1921年）
- 2013年 - 西ゆうじ、漫画家、作家（* 1953年）
- 2013年 - 今尾哲也、演劇研究家、玉川大学名誉教授（* 1931年）
- 2014年 - ラルフ・カイナー、元プロ野球選手（* 1922年）
- 2014年 - 森徹、元プロ野球選手（* 1935年）
- 2015年 - 松山千恵子、政治家、元自由民主党衆議院議員（* 1914年）
- 2015年 - 神谷尚男、検察官・弁護士、元検事総長（* 1914年）
- 2015年 - 大倉舜二、写真家（* 1937年）
- 2016年 - 桐山秀樹、ノンフィクション作家（* 1954年）
- 2016年 - 稲垣正浩、体育学者、日本体育大学名誉教授（* 1938年）
- 2017年 - レイモンド・スマリヤン、論理学者、数学者、老荘哲学者、奇術師、ピアニスト（* 1919年）
- 2017年 - ユースト・ファン・デル・ヴェストハイゼン、ラグビー選手（* 1971年）
- 2018年 - 久保進[15]、実業家、青二プロダクション創業者（* 1935年）
- 2018年 - 永田生慈、浮世絵研究家、評論家（* 1951年）
- 2018年 - 奈良文夫、俳人（* 1937年）
- 2018年 - 南川三治郎、写真家（* 1945年）
- 2019年 - マンフレート・アイゲン、生物物理学者、1967年ノーベル化学賞受賞（* 1927年）
- 2021年 - ジョージ・シュルツ、政治家、第60代アメリカ合衆国国務長官、第62代財務長官、第11代労働長官（* 1920年）
- 2022年 - 増本一彦、弁護士、政治家、元日本共産党衆議院議員（* 1936年）
- 2022年 - 堀内泰夫、新聞記者、元日刊スポーツ新聞社（* 1945年）
- 2022年 - 新田早規、声優 （* 1990年）
- 2022年 - 松﨑淳[16]、ギター職人、ゾディアック・ワークス代表（* 生年不明）
- 2022年 - ロニー・ヘルストレーム、元サッカー選手、指導者（* 1949年）
- 2022年 - ジョージ・クラム、作曲家、音楽教育者（* 1929年）
- 2023年 - 横山洋吉、元東京都副知事（* 1942年）
- 2023年 - クヴィエタ・パツォウスカー、画家（* 1928年）
- 2023年 - クリスティアン・アツ、サッカー選手（* 1992年）
- 2023年 - アフメト・テュルカスラン、サッカー選手（* 1994年）
- 2024年 - 赤松良子、官僚、日本ユニセフ協会会長、第118・119代文部大臣（* 1929年）
- 2024年 - 山北由希夫、作詞家（* 1931年）
- 2024年 - 小澤征爾、指揮者 （* 1935年）
- 2024年 - 東浦利夫、実業家、元蝶理社長（* 1935年）
- 2024年 - 宇野邦夫、政治家（* 1942年）
- 2024年 - ジョン・ブルトン、政治家、元アイルランド首相（* 1947年）
- 2024年 - ミゲル・アンヘル・ゴンサレス、プロサッカー選手（* 1947年）
- 2024年 - セバスティアン・ピニェラ、政治家、元チリ大統領（* 1949年）
- 2024年 - 小林順、ラジオディレクター、放送作家（* 1969年）
- 2024年 - 村山吉隆、ゲームクリエイター（* 生年不詳）
- 2025年 - 中野豊、実業家、五稜郭タワー2代目社長（* 1935年）

## 記念日・年中行事
- 女性器切除の根絶のための国際デー（英語版）（ 世界）
国連が後援する国際デーの一つ。アフリカを中心に行われている女性器切除について広く世界の人々に認識させ、その撲滅を促進するための日。2003年にナイジェリアの大統領夫人であるステラ・オバサンジョ（英語版）の提案で始められ、国際連合人権委員会で国際的な啓発デーとすることが採択された。
- ワイタンギ・デー（ ニュージーランド）
1840年のこの日、ニュージーランド北島のマオリ族とイギリス政府がワイタンギ条約を締結し、ニュージーランドがイギリスの植民地となった。
- 海苔の日（ 日本）
全国海苔貝類漁業協同組合連合会が1966年に制定。701年（大宝元年）1月1日に制定された大宝律令では、29種類の海産物が租税として納められ、そのうち8種類が海藻で、海苔がその1つとして表記されている。全海苔漁連ではこの史実に基づき、大宝元年1月1日を西暦に換算した2月6日を「海苔の日」と定め、記念行事を行っている[17][18][19]。
- 抹茶の日（ 日本）
愛知県西尾市特産の抹茶（西尾茶）をアピールするため、同市で抹茶の製造販売を行う株式会社あいやが制定。茶道で用いられる湯を沸かす容器である風炉から、「ふう(2)ろ(6)」の語呂合わせ[20]。
- ブログの日（ 日本）
サイバーエージェントが2007年に制定。「ブ(2)ログ(6)」の語呂合わせ[21]。
- プロの日（ 日本）
みらいワークスが2019年に制定。「プ(2)ロ(6)」の語呂合わせ
- お風呂の日（ 日本）
風(2)呂(6)のごろ合わせにより、一般社団法人HOT JAPANが制定[22]。
- ニゴロブナの日（ 日本）※2月5日 - 7日
琵琶湖の固有種で、滋賀県の伝統食「鮒寿司」の原料になるニゴロブナをPRするため、滋賀県高島市が制定。日付は「にごろぶな＝2・5・6・7」の語呂合わせと、この時期に旬を迎えることから[23]。
- 大黒天福祭り（ 日本）
千葉県南房総市の高倉山真野寺で、毎年2月6日に行われる真野大黒天（朝日開運大黒天）の祭礼。大護摩供が行なわれ、一の福＝護摩札、二の福＝宝槌、三の福＝柳守（やなぎまもり）の大黒天三福が授与される[24]。
- 御燈祭（ 日本）
和歌山県新宮市の熊野速玉大社と神倉神社の祭礼。日本の重要無形民俗文化財に指定されている火祭りで、“上がり子”と呼ばれるたいまつを持った2,000人超の男たちが、五穀豊じょうや家内安全などを願い、538段の石段を駆け下りる神事が名物[25]。